# Transitional Disk

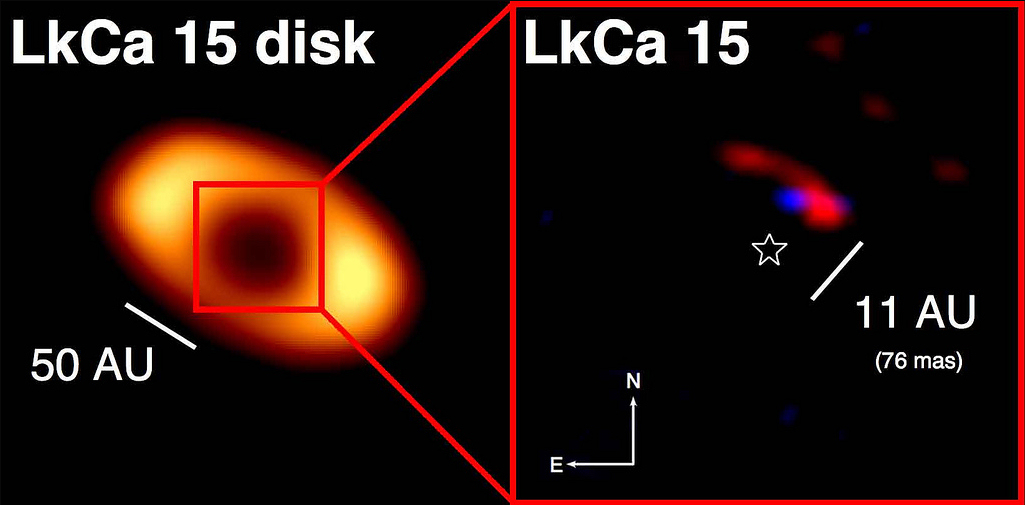
Linkes Bild: Transitional Disk um den Stern LkCa15, rechts Bildausschnitt des staubfreien inneren Lochs mit markiertem Standort des Sterns

Eine Transitional Disk (deutsch Übersetzung: Übergangsscheibe) ist eine protoplanetare Scheibe um ein junges stellares Objekt mit einem staubfreien inneren Loch oder einer Lücke im Abstand von einigen Astronomischen Einheiten; in ihrem Außenbereich, entsprechend einem Radius von mehr als 10 AE, ist die Scheibe noch gas- und staubreich. Transitional Disks werden von einigen Autoren auch als Transition Disks, weak disks (schwache Scheiben), anemic disks (blasse Scheiben) oder weak excess disks bezeichnet.  Sie stellen ungefähr 15 Prozent der Population der protoplanetaren Scheiben.
Eine oder mehrere Lücken in protoplanetaren Scheiben sowie Übergangsscheiben, deren innerer Bereich fast komplett staubfrei ist, konnten beobachtet werden mit Hilfe von interferometrischen Beobachtungen in nahen Sternentstehungsgebieten wie dem Taurus-Auriga-Komplex. Eine Akkretion von Gas auf den jungen Stern kann in vielen Fällen noch nachgewiesen werden.

## Bei T-Tauri-Sternen
Bei den T-Tauri-Sternen gibt es eine Gruppe mit einer abweichenden spektralen Energieverteilung: während die Mehrzahl einen ausgeprägten Infrarotexzess im gesamten Bereich der Infrarotstrahlung zeigt, kann bei einigen im Nahen Infrarot im Bereich von 5 bis 50 Mikrometer kein Exzess nachgewiesen werden; stattdessen wird hier eine Energieverteilung wie von den Photosphären älterer Sterne beobachtet. Bei längeren Wellenlängen ist auch hier wieder ein deutlicher Überschuss an infraroter Strahlung vorhanden. T-Tauri-Sterne mit Transitional Disks haben ein charakteristisches Alter von weniger als 10 Millionen Jahren.

## Bildungsmechanismen
Als Mechanismen für die Auflösung der inneren Teile einer protoplanetaren Scheibe werden diskutiert:
- Photoevaporation durch die UV-Strahlung des jungen Sterns
- das Wachstum der Staubteilchen durch Koagulation
- dynamische Effekte durch stellare oder planetare Begleiter
- Formation und Migration von Gasplaneten.

## Beispiele
Transitional Disks sind nachgewiesen worden um
- LkCa 15 mit dem Planeten LkCa 15b
- DM Tau
- GM Aur
- UX Tau A.